# Zajezierze (Śniadków Górny A)
Zajezierze – część wsi Śniadków Górny A położona w Polsce, w województwie mazowieckim, w powiecie otwockim, w gminie Sobienie-Jeziory.
W latach 1975–1998 Zajezierze administracyjnie należało do województwa siedleckiego.